# Rafael Rossi
Rafael Rossi, eigentlich Rafael Rossa (* 28. Dezember 1896 in Mercedes, Provinz Buenos Aires; † 24. Dezember 1982 in Buenos Aires) war ein argentinischer Komponist und Bandoneon-Spieler.

## Leben und Werk
Mit 16 Jahren kam Rossi 1912 nach Buenos Aires um Maler zu werden. Bald aber schon überwog sein Interesse an der Musik, speziell am Tango Argentino und um Bandoneon spielen zu lernen, begann er ab 1914 am Konservatorium von José de Caro zu studieren.
1919 ließ sich Rossi endgültig in Buenos Aires nieder und begann u. a. mit Jose Martínez zusammenzuarbeiten. Parallel dazu schloss er sich im darauffolgenden Jahr Francisco Canaro und Roberto Firpo an und spielte in deren Orquesta típica. Viele Stücke, die er in dieser Zeit komponierte, wurden beim Karneval (Murga) gespielt.
Vier Tage vor seinem 86. Geburtstag starb Rafael Rossi in Buenos Aires und fand dort auch seine letzte Ruhestätte.

## Werke (Auswahl)
- Senda Florida. Text von Eugenio Cárdenas.
- Ave Cantora. Text von Eugenio Cárdenas.
- La millonga. Text von Eugenio Cárdenas.